# Grammodes attenuata
Grammodes attenuata là một loài bướm đêm trong họ Erebidae.